# 이사하야역
이사하야역(일본어: 諫早駅)은 일본 나가사키현 이사하야시에 있는 규슈 여객철도 · 시마바라 철도의 역이다. 규슈 여객철도의 나가사키 본선과 오무라 선, 이 역을 기점으로 하는 시마바라 철도선 등 3개 노선이 상호 운행되고 있다. 이사하야 시의 중심역이며, 3면 5선의 승강장 구조를 지닌 지상역이다.

## 타는 곳
| 0     | ■ 시마바라 철도선  |        | 혼이사하야 · 시마바라 · 시마바라가이코 방면  |
| 1     | ■ JR 나가사키 본선 | (하행) | 나가사키 방면                                |
| 2 · 3 | ■ JR 나가사키 본선 | (하행) | 나가사키 방면                                |
| 2 · 3 | ■ JR 나가사키 본선 | (상행) | 히젠야마구치 · 사가 · 도스 방면              |
| 2 · 3 | ■ JR 오무라 선     |        | 오무라 · 하우스텐보스 · 사세보 방면          |
| 4     | ■ JR 나가사키 본선 | 상행   | 히젠야마구치 · 사가 · 도스 · 하카타 방면     |
| 4     | ■ JR 오무라 선     |        | 오무라 · 하우스텐보스 · 하이키 · 사세보 방면 |

## 이용 현황
| 연도     | JR 규슈 | 시마바라 철도 |
| 2009년도 | 5,495   | 1,563         |
| -------- | ------- | ------------- |

## 역 주변
- 건강보험 이사하야 종합병원

## 인접 역
| 규슈 여객철도 나가사키 본선   | 규슈 여객철도 나가사키 본선 | 규슈 여객철도 나가사키 본선    |
| ----------------------------- | --------------------------- | ------------------------------ |
| 시·종착역                     | ■ 쾌속 '시사이드 라이너'    | 기키쓰 나가사키 방면           |
| 히가시이사하야 도스 방면      | ■ 보통                      | 니시이사하야 나가사키 방면     |
| 규슈 여객철도 오무라 선       |                             |                                |
| 오무라 하이키 방면            | ■ 쾌속 '시사이드 라이너'    | 시·종착역                      |
| 이와마쓰 하이키 방면          | ■ 보통                      | 시·종착역                      |
| 시마바라 철도 시마바라 철도선 |                             |                                |
| 시·종착역                     |                             | 혼이사하야 시마바라가이코 방면 |
| 큐슈여객철도 니시큐슈 신칸센  |                             |                                |
| 신오무라 다케오온센 방면      | ■ 니시큐슈 신칸센           | 나가사키 나가사키 방면         |